# Kalkpunktlav
Kalkpunktlav (Acrocordia conoidea) är en lavart som först beskrevs av Elias Fries, och fick sitt nu gällande namn av Körb. Kalkpunktlav ingår i släktet Acrocordia och familjen Monoblastiaceae.  Arten är reproducerande i Sverige. Inga underarter finns listade i Catalogue of Life.